# Rue Maître-Albert
La rue Maître-Albert est une voie située dans le quartier Saint-Victor du 5e arrondissement de Paris.

## Situation et accès
La rue Maître-Albert est desservie à proximité par la ligne 10 à la station Maubert - Mutualité.

## Origine du nom

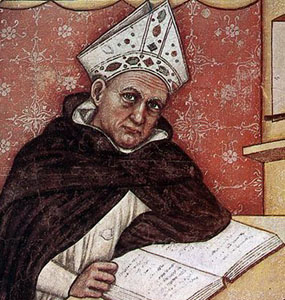
Albert le Grand.

Elle porte ce nom en hommage à Albert le Grand (1200-1280), philosophe et théologien catholique.

## Historique
En 1300 et 1313, cette rue est présente sous le nom de « rue Perdue » ainsi que sur les plans de Paris datant du XIVe siècle toujours sous ce même nom, sans que la raison en soit connue. Elle est également citée sous la forme « rue Perdue », dans Le Dit des rues de Paris de Guillot de Paris ainsi que dans Rues de Paris en 1636 un manuscrit de 1636.
Elle devient au XVIIe siècle « rue Saint-Michel » en raison de l'entrée principale du collège de Chanac ou de Saint-Michel. Après l'intégration du collège de Saint-Michel au collège Louis-le-Grand, en 1763, la rue reprend son nom initial de « rue Perdue » qu'elle garde jusqu'à l'ordonnance royale en date du 5 août 1844 qui lui donne le nom de « rue Maître-Albert ».
Jusqu'au XIXe siècle la rue, qui commençait rue des Grands-Degrés et finissait place Maubert, est située dans l'ancien 12e arrondissement de Paris.
Les numéros de la rue étaient en couleurs sombres.

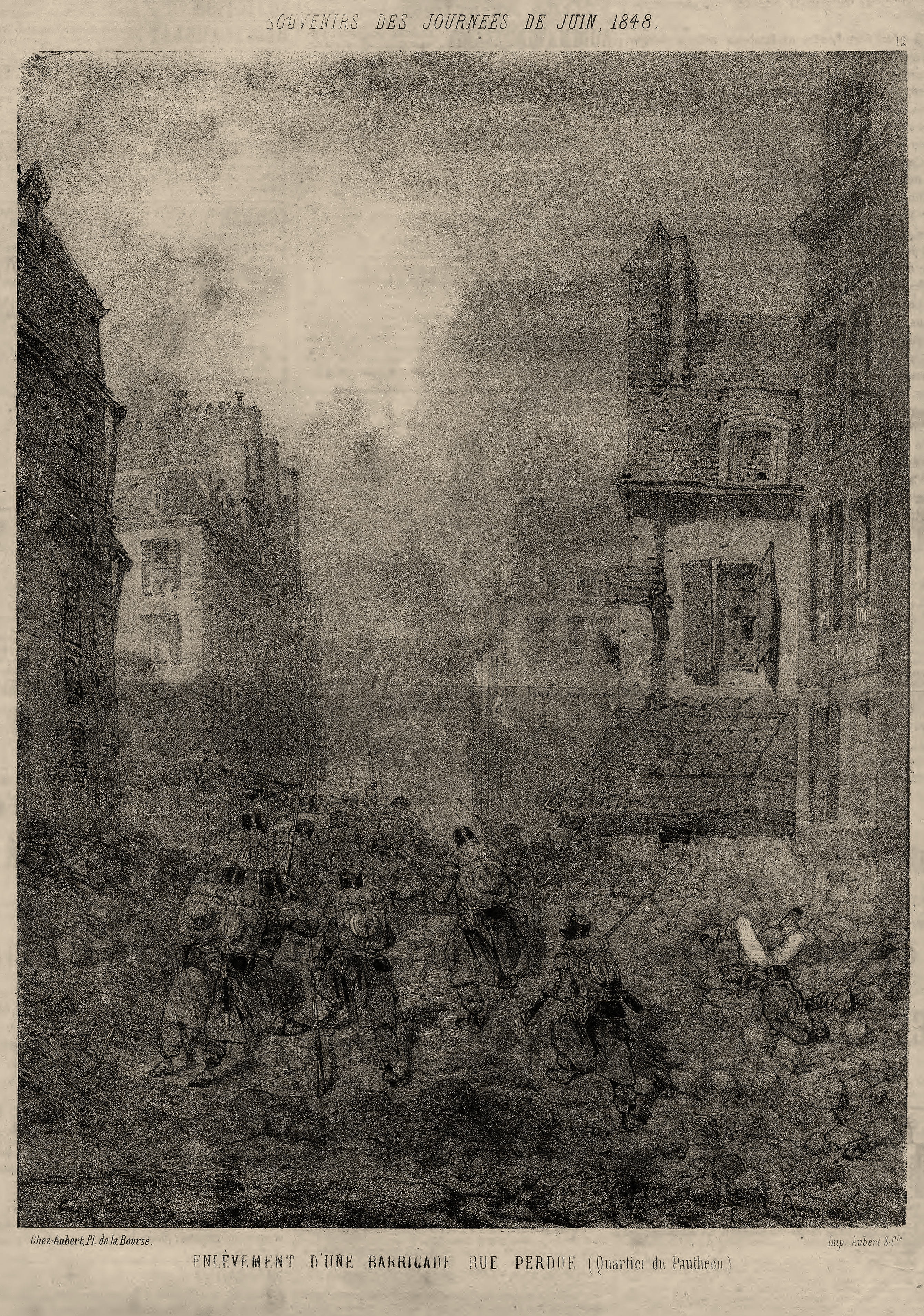
Enlèvement d'une barricade rue Perdue, quartier du Panthéon, en juin 1848.
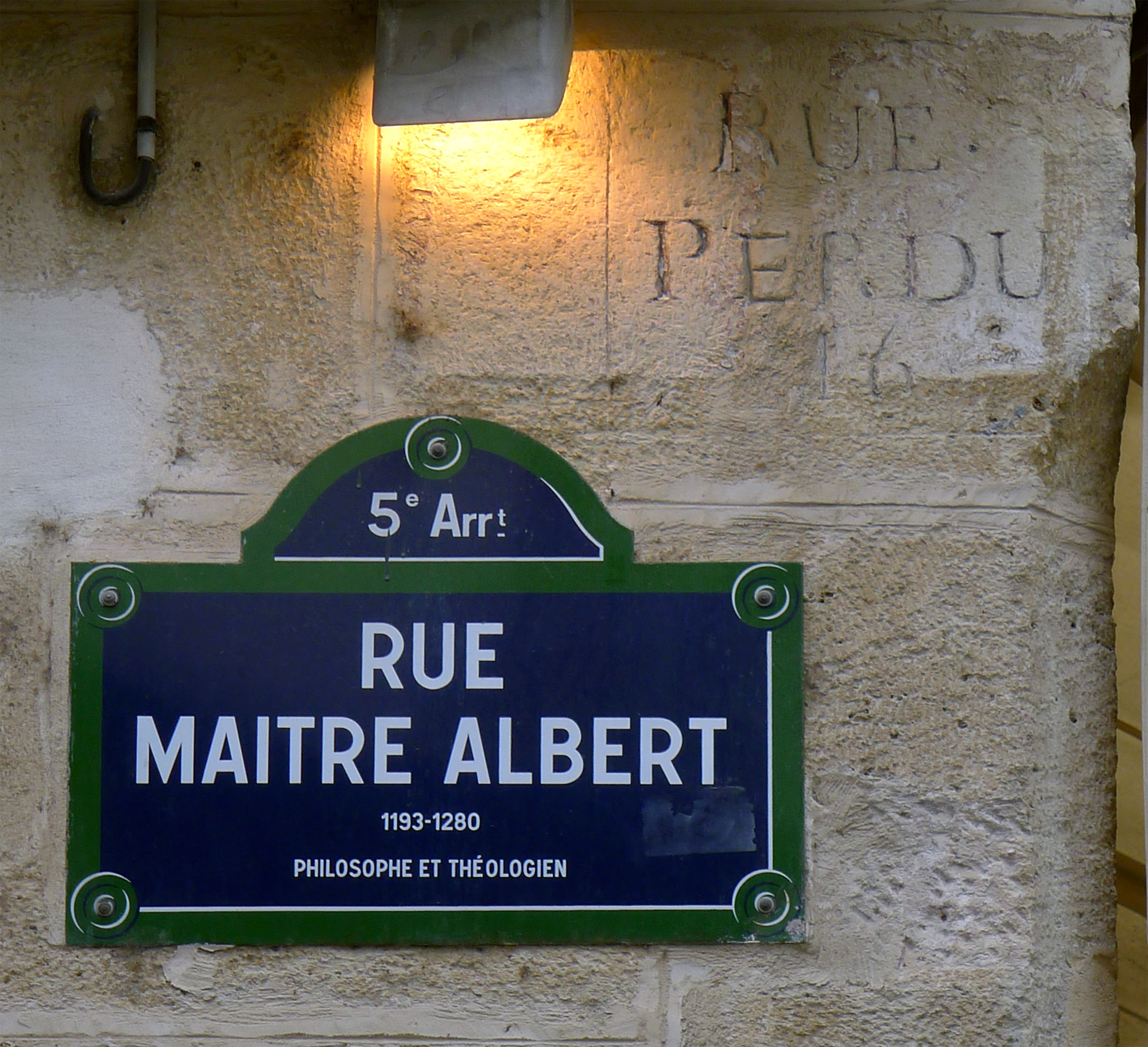
Ancien nom gravé dans la pierre.
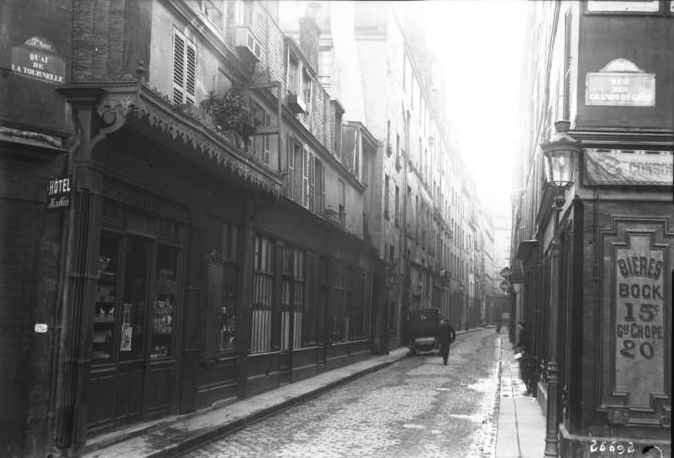
La rue en 1913, photo agence Rol.
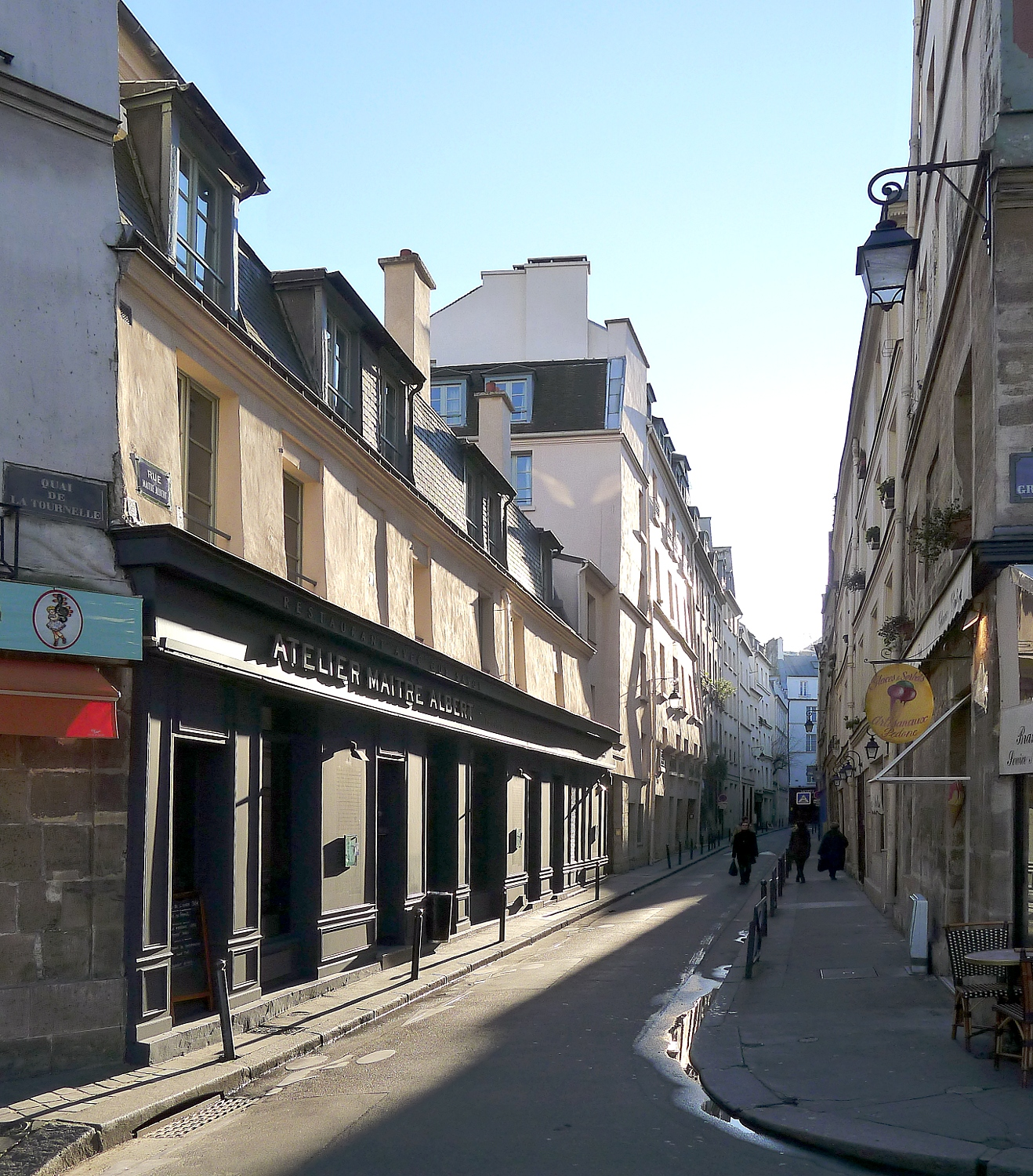
La rue en 2011.

## Bâtiments remarquables et lieux de mémoire
- De nombreuses maisons datant du XVIIIe siècle jalonnent la rue. Le révolutionnaire Claude Fournier-L'Héritier, un des agitateurs des journées des 5 et 6 octobre 1789, coresponsable d'une tuerie de prisonniers en 1792, et émeutier jusque sous Napoléon, devenu indigent, a habité au no 6 de la rue Perdue.
- Les maisons du no 4 à 10 appartenaient au collège de la Marche[4].
- Au no 7, un hôtel particulier datant de 1668[1].
- Au no 13, au 2e étage du bâtiment sur cour, vécut et mourut, le 5 février 1820, Zamor, page de la comtesse du Barry[5],[6].